# غنج أباد (أرومية)
غنج‌ أباد هي قرية في مقاطعة أرومية، إيران. عدد سكان هذه القرية هو 356 في سنة 2006.